# Bélavár, Somogy
Bélavár  este un sat în districtul Barcs, județul Somogy, Ungaria, având o populație de 399 de locuitori (2011). 

## Demografie
Componența etnică a satului Bélavár
     Maghiari (89,69%)
     Romi (10,31%)
Componența confesională a satului Bélavár
     Romano-catolici (79,2%)
     Fără religie (3,26%)
     Reformați (1%)
     Necunoscută (16,54%)
     Alte religii (1,25%)
Conform recensământului din 2011, satul Bélavár avea 399 de locuitori. Din punct de vedere etnic, majoritatea locuitorilor (89,69%) erau maghiari, cu o minoritate de romi (10,31%).  Din punct de vedere confesional, majoritatea locuitorilor (79,2%) erau romano-catolici, existând și minorități de persoane fără religie (3,26%) și reformați (1,0%). Pentru 16,54% din locuitori nu este cunoscută apartenența confesională.